# Principski čvorak
Principski čvorak (Lamprotornis ornatus) je vrsta je čvorka iz porodice Sturnidae. Endem je Svetog Tome i Principa. Prirodno stanište su suptropske ili tropske vlažne nizinske šume.

## Vanjske poveznice
|  | Zajednički poslužitelj ima još gradiva o temi Principski čvorak |